# Extinction Rebellion
Extinction Rebellion (zkráceně XR, česky Rebelie proti vyhynutí) je mezinárodní radikální sociálně-politické hnutí, jehož cílem je pomocí občanské neposlušnosti a nenásilného odporu zabránit (nebo alespoň zmírnit) rozpadu klimatu, ztrátě biodiverzity a sociálnímu a ekologickému kolapsu. V zemích, kde hnutí XR působí, předkládá vládě tři požadavky – vyhlásit stav klimatické nouze, dosáhnout uhlíkové neutrality do roku 2025 a zřídit občanské shromáždění za účelem navržení kroků pro řešení klimatické krize.
Hnutí bylo založeno roku 2018 přibližně stovkou akademiků, kteří podepsali akční výzvu. Koncem října toho roku zahájilo činnost ve složení Roger Hallam, Gail Bradbrooková, Simon Bramwell a další aktivisté z kampaně Rising Up!. Už v listopadu 2018 se v Londýně konalo několik akcí občanské neposlušnosti. Hnutí je neobvyklé v tom, že velké množství aktivistů počítá se zajištěním a vzetím do vazby. Podobnou taktiku masového uvěznění použil britský protiválečný Výbor 100 v roce 1961.
Hnutí Extinction Rebellion se hlásí k občanským hnutím jako Occupy Wall Street, Gándího hnutí za nezávislost, hnutí sufražetek, hnutí Martina Luthera Kinga a hnutí za občanská práva. Má v úmyslu iniciovat celosvětovou snahu o boj proti škodlivým změnám klimatu.
Symbol hnutí XR jsou černé přesýpací hodiny v černém kruhu, neboli symbol vyhynutí, jenž má upozorňovat na masové vymírání druhů v holocénu, současné geologické epoše.

## Požadavky hnutí
Extinction Rebellion má tři hlavní požadavky směřované představitelům vlád:
- „Říkejte nám pravdu. Žádáme, aby vláda řekla pravdivě, jak vážná je naše situace, aby změnila všechnu legislativu, která není v souladu s touto situací a aby společně s médii komunikovala naléhavost změny včetně toho, co jednotlivci, komunity a firmy mají dělat.“[12] Konkrétní reakcí vlády či samosprávy na tento požadavek může být veřejné vyhlášení stavu tzv. klimatické nouze. V České republice tak učinila například městská část Praha 7 (22. května 2019).[13] Stalo se tak tři týdne poté, co tento stav vyhlásil parlament Velké Británie, kde mezinárodní hnutí XR vzniklo.[14]
- „Okamžitě začněte jednat. (…) Vláda musí neprodleně nařídit právně závazná pravidla k dosažení uhlíkové neutrality do roku 2025 a podniknout další kroky k odstranění nadbytečného nárůstu skleníkových plynů v atmosféře.“[12] První zemí světa, která dosáhla uhlíkové neutrality, tedy stavu, kdy se vypouští pouze tolik uhlíkových emisí, kolik jich je z atmosféry přírodně či uměle odstraněno, byl Bhútán.[15] V Evropě se k uhlíkové neutralitě do roku 2025 zavázala například Kodaň.[16] Finsko chce stavu dosáhnout do roku 2035.[17] V Evropské unii se aktuálně diskutuje o roku 2050.[18]
- „Potřebujeme nadstranickou politiku. Nemáme plnou důvěru, že vláda podnikne odvážné, rychlé a dlouhodobé změny nezbytné k dosažení našich požadavků, rovněž nemáme v úmyslu dávat více moci našim politikům. Místo toho žádáme vytvoření shromáždění občanů (Citizens' Assembly), které by dohlíželo na požadované změny, abychom v současné nouzové situaci vytvořili účelný demokratický nástroj.“[12] Podobný sněm vznikl roku 2016 například v Irsku, aby se zde občané mohli vyjádřit k aktuálním společensko-politickým tématům.

## Uspořádané akce

### Nenásilné přímé akce v ČR

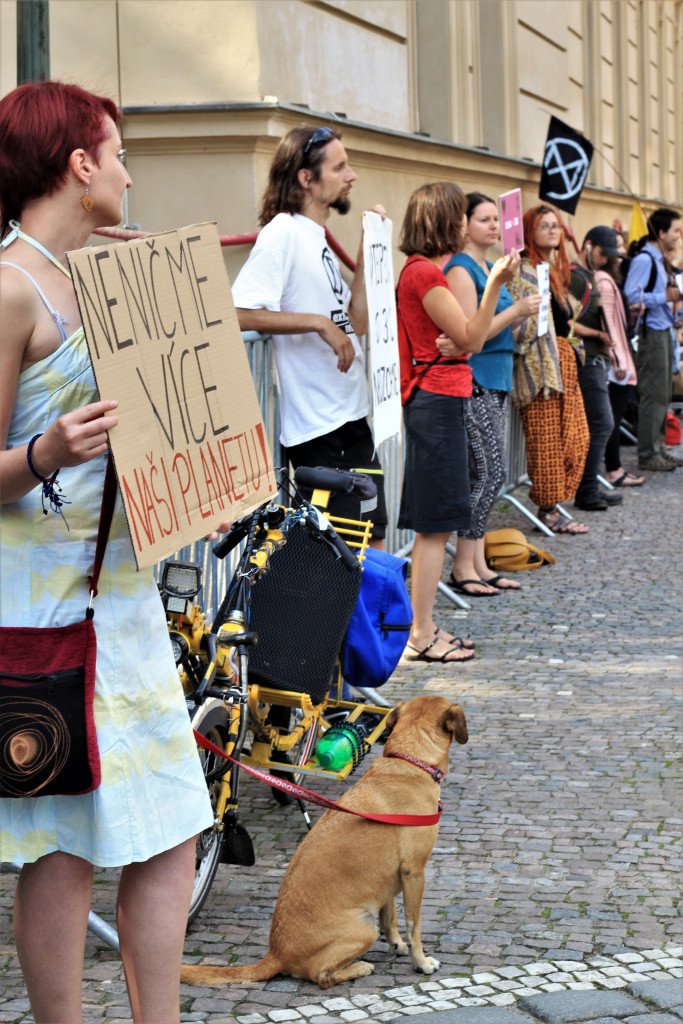
Tichý protest „Konec doby uhelné“ pořádaný XR a FFF při zasedání uhelné komise (srpen 2019)

Česká odnož Extinction Rebellion působí v několika městech včetně Prahy a Brna a uspořádala od svého vzniku na území České republiky řadu nenásilných akcí.
V únoru 2019 vyzvalo hnutí XR pražský magistrát, aby vyhlásil stav klimatické nouze. V červnu prošel Prahou „pohřební“ průvod, jenž v kontextu všeobecné nečinnosti symbolicky pohřbil lidstvo. V první polovině července 2019 se tři protestující připoutali k lešení před budovou Úřadu vlády ČR. Akce měla zvýšit povědomí o klimatické krizi i samotném hnutí. V druhé polovině měsíce umístili členové hnutí XR uměleckou instalaci – symbol přesýpacích hodin v kruhu – na svah liberecké hory Ještěd.
Na konci července 2019 se členové hnutí XR sešli na brněnském náměstí Svobody. Při symbolické akci s mottem „Ledy tají a jde nám o krk“ se na náměstí tři lidé postavili na tající kusy ledu a okolo krku si dali oprátku. Snažili se tak upozornit veřejnost na projevy změny klimatu. Tání ledovců patří mezi dlouho známé projevy globálního oteplování, oprátky symbolizovaly ohrožení lidského druhu jako takového.
Česká vláda v červenci schválila vznik uhelné komise, která má mimo jiné diskutovat útlum těžby uhlí. Právě uhelné teplárny a elektrárny v roce 2016 vyprodukovaly přes 40 % emisí skleníkových plynů v ČR, tj. přibližně pětkrát víc než česká automobilová doprava. První schůze uhelné komise se konala 26. srpna 2019 na Úřadu vlády ČR. V dopoledních hodinách se zde k tichému protestu sešli i členové a příznivci hnutí XR a středoškolské organizace Fridays For Future. Přicházejícím členům komise předali požadavek na dosažení uhlíkové neutrality v ČR do roku 2025.
Ráno 4. září 2019 členové hnutí krátce zablokovali ulici Pařížskou v Praze 1. Transparent s nápisem „Klimatické změně neujedeš“ roztáhli přes přechod pro chodce a zůstali na něm několik minut stát. Část účastníků akce pak obcházela řidiče a vysvětlovala jim cíl manifestace, jímž byla osvěta a vyvolání diskuze o změnách životního prostředí. Tento typ akce ve veřejném prostoru provádí XR rovněž v Británii, kde se pro něj vžilo označení swarming (rojení).

### Nenásilné přímé akce ve světě

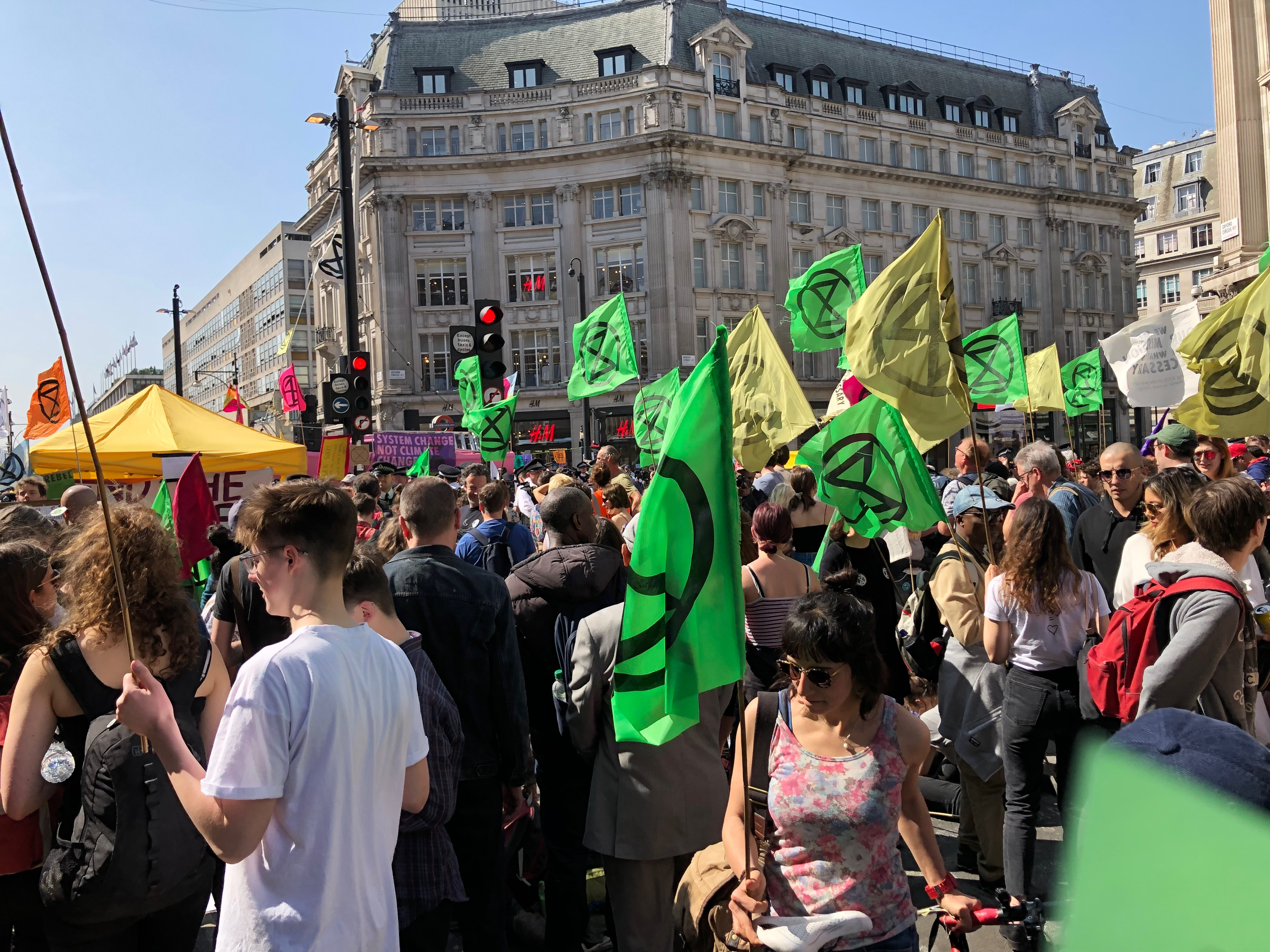
Demonstrace hnutí XR v Londýně (duben 2019)

Na přelomu června a července 2019 se desítky členů francouzské odnože sešly na pařížském mostě Pont de Sully k blokádě. Přestože se aktivisté chovali jako vždy nenásilně, policie proti nim po neuposlechnutí výzvy k opuštění prostoru použila pepřový sprej. Záběry vyvolaly u části veřejnosti pohoršení a francouzský ministr vnitra nařídil jednání policistů prověřit.
Dne 15. července 2019 demonstrovali členové hnutí v pěti městech Velké Británie. Demonstrace upozorňovaly na pět vybraných dopadů změn klimatu: vzestup hladiny oceánů, povodně, lesní požáry, extrémní počasí a neúrodu. Za tímto účelem aktivisté blokovali dopravu vlastními těly a pomalovanými loděmi.

## Kritika

### Elitářství a nízká diverzita
Hnutí čelí pochybnostem, zda je schopno oslovit různorodé komunity a zda se nedopouští chyb v komunikaci s veřejností. Případně, že její akce omezují až ohrožují nikoliv elity a korporace, ale obyčejné občany z nižších nebo nejnižších ekonomických a sociálních vrstev. Jako příklad bývá uváděno blokování MHD v dopravní špičce či jiné způsoby přímé akce.
Média, jako třeba britský list The Guardian, se o hnutí vyjádřila jako o „ghettu bílé střední třídy“, což je podle George Monbiota, sloupkaře zmiňovaného zpravodajství: „něco společného pro všechny podobné ekologické aktivity“. Časopis New Statement obecně o mainstreamovém environmentalismu konstatoval, že „čelí výtkám, že je příliš bílé, středostavovské, že se zajímá více o nádhernou scenerii a fotogenické vymírající druhy než o realitu, ve které ekologické škody sledují existující linie rasy a chudoby“. Vytváření sociálně a třídně nevhodného PR se kromě výše uvedených medií věnoval i český A2larm.

### Extremismus
Britská protiteroristická policie zařadila environmentální hnutí Extinction Rebellion spolu s hnutím Greenpeace, podle stejné metodiky, do stejného návodu pro boj a prevenci extrémizmu ve školách. Hnutí hrozilo právní odvetou. Ze strany policie nicméně nedošlo ani k vyjmutí z takového seznamu, ani k omluvě ze strany státních orgánů.